# Gino Ciabatti
Gino Ciabatti (Pisa, 15 giugno 1883 – Pisa, 14 aprile 1944) è stato un canottiere italiano.

## Biografia
Partecipò ai Giochi olimpici di Londra 1908, nel singolo, arrivando 5º, eliminato nel suo quarto di finale dall'ungherese Károly Levitzky, poi bronzo.